# أمبرية
أُمبِرية أو أُمبِريا أو (نقحرة: أومبريا) (بالإيطالية: Umbria)‏ هو إقليم إيطالي يقع في وسط البلاد. هو أحد أصغر أقاليم إيطاليا والإقليم الوحيد الحبيس في شبه الجزيرة. عاصمته هي بيرودجا واللغة المستخدمة هي الإيطالية.

## التاريخ

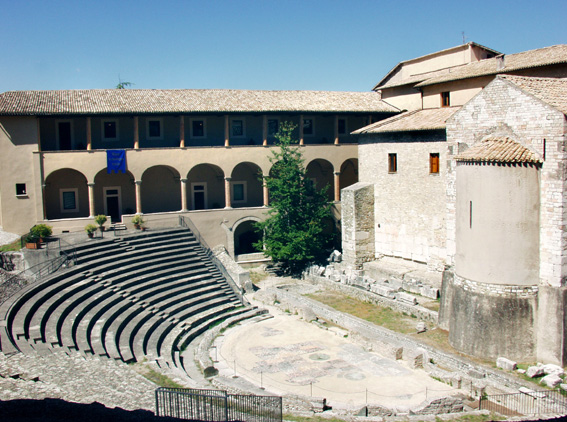
المسرح الروماني في سبوليتو.

تنسب المنطقة لقبيلة أومبري التي استقرت في المنطقة في مرحلة فجر التاريخ (القرن السادس قبل الميلاد): 672 قبل الميلاد هو التاريخ الأسطوري لتأسيس مدينة تيرني (انترامنا). لغتهم هي الأومبرية وهي قريبة من اللاتينية والأسكانية.
تدل الشواهد الأثرية على أن الأومبريين هم من أنشأوا تيرامارا وربما أيضًا الحضارة الفيلانوفية في شمال إيطاليا ووسطها، والتي قامت في بداية العصر البرونزي بطرد السكان الليغوريين الأصليين بغزوهم من الشرق والشمال. يمكن القول بتحفظ بوجود صلة وثيقة بين الأومبريين واليونان ما قبل التاريخ. كما أن قول بلينيوس الأكبر أنهم كانوا العرق الأقدم في إيطاليا خاطئ بالتأكيد.
كان الأتروسكان الأعداء الرئيسيين للأومبريين حيث غزوا أرضهم من الغرب نحو الشمال والشرق (من حوالي 700 إلى 500 قبل الميلاد)، مما دفع بالأومبريين في نهاية المطاف نحو المرتفعات الأبينينية وفقدوا حوالي 300 بلدة. مع ذلك فإنه لا يبدو أن الأومبريين قد استئصلوا تماماً من المناطق المحتلة.
بعد سقوط الأتروسكان، حاول الأومبريون مساعدة السامنيين في حربهم مع روما (308 قبل الميلاد)، لكن الاتصالات بين الطرفين تعرقلت بسبب قلعة نارني الرومانية (تأسست عام 298 قبل الميلاد). دارت معركة سنتينوم (295 قبل الميلاد) على الأرض الأومبرية لكنهم لم يقدموا عونًا يذكر للسامنيين.
جلب النصر الروماني في سنتينوم فترة من الدمج تحت الحكم الروماني، الذين أسسوا بعض المستعمرات (سبوليتيوم على سبيل المثال)، كما أسسوا فيا فلامينيا (220 قبل الميلاد) والذي أصبح الموجه الرئيسي للتنمية في أُُمبرية الرومانية. أثناء غزو حنبعل في الحرب البونيقية الثانية دارت معركة بحيرة تراسمانيا في أُُمبرية لكن الأومبريين لم يقدموا المساعدة.

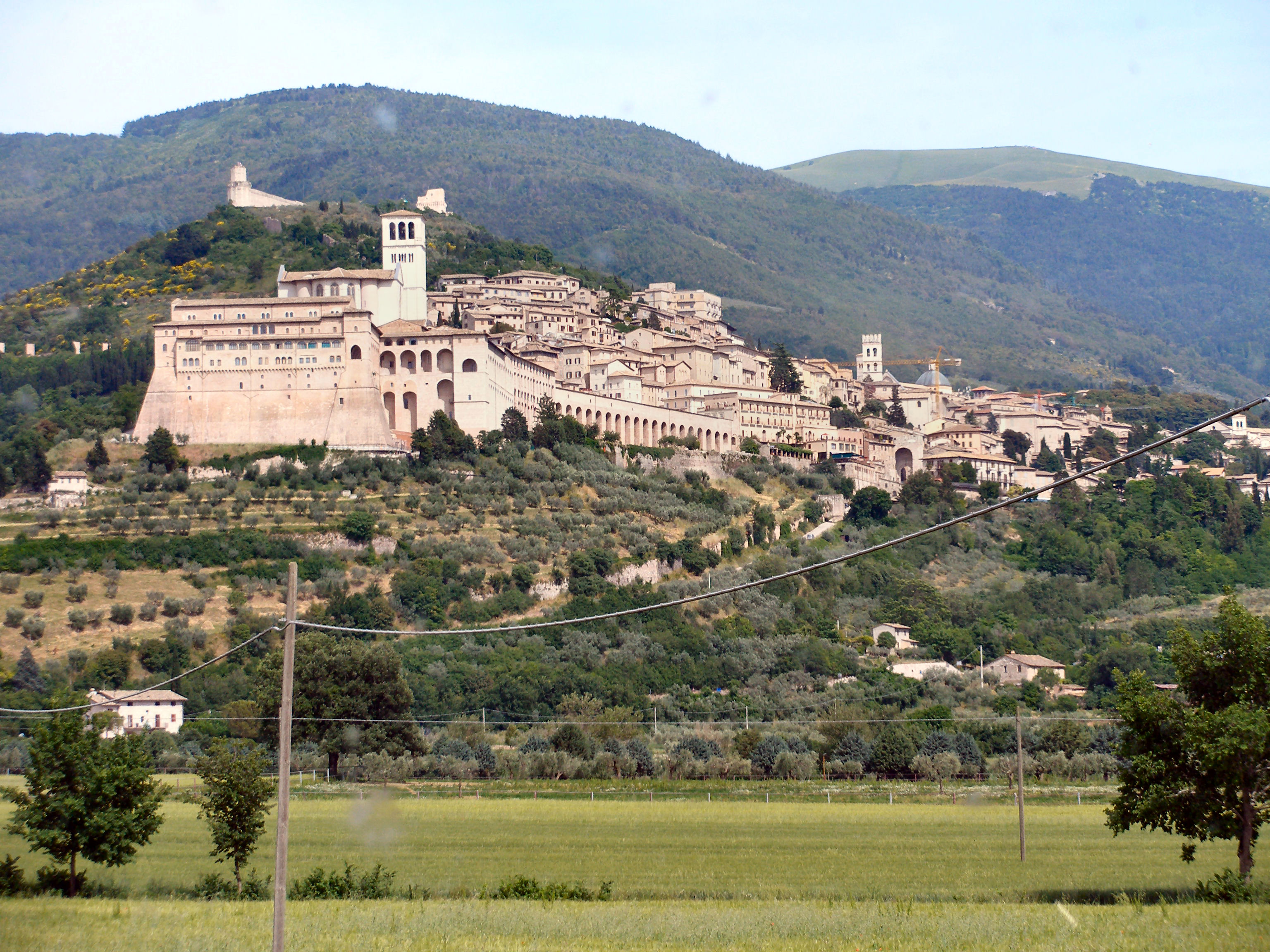
مشهد لأسيزي.

خلال الحرب الأهلية الرومانية بين ماركوس أنطونيوس وأوكتافيان (40 قبل الميلاد)، دعمت مدينة بيرودجا ماركوس أنطونيوس ودمرت تقريبًا بالكامل من طرف المنتصرين. في زمن بليني، كان لا يزال هناك 49 مجتمع مستقل في أُُمبرية، كما تبين وفرة النقوش وتشهد النسبة العالية من المجندين في الجيش الإمبراطوري على تعداد سكانها.
أُُمبرية الحالية تختلف عن أُُمبرية الرومانية التي امتدت لمعظم ما هو الآن ماركي الشمالية وإلى رافينا، لكنها لم تضم الضفة الغربية من نهر التيبر. وهكذا كانت بيرودجا في إتروريا، بينما كانت الأرض في محيط نورتشيا في إقليم سابيني.
بعد انهيار الإمبراطورية الرومانية، تحارب القوط الشرقيون والبيزنطيون للسيطرة على المنطقة؛ أسس اللومبارديون دوقية سبوليتو والتي غطت معظم أُُمبرية الحالية. عندما غزا شارلمان معظم الممالك اللومباردية، منحت بعض الأقاليم الأومبرية للبابوية التي أسست سلطتها الزمنية عليها. اكتسبت بعض المدن شكلًا من أشكال الحكم الذاتي (بلدية قروسطية، وكانت في كثير من الأحيان في حالة حرب مع بعضها البعض في سياق صراع أعم بين البابوية والإمبراطورية الرومانية المقدسة أو بين الغويلفيين والغيبلينيين.
في القرن الرابع عشر صعدت السنيوريات التي لم تكن خاضعة للولايات البابوية وحكمت المنطقة حتى نهاية القرن الثامن عشر. بعد الثورة الفرنسية والغزو الفرنسي لإيطاليا، كانت أُُمبرية جزءًا من الجمهورية الرومانية سريعة الزوال (1798-1799) والإمبراطورية النابليونية (1809-1814). بعد هزيمة نابليون، استعاد البابا أُُمبرية حتى 1860. بعد توحيد إيطاليا انطلاقًا من بييمونتي، ضمت أُُمبرية إلى المملكة الإيطالية.
ثبتت حدود أُُمبرية في عام 1927 مع إنشاء مقاطعة تيرني وفصل مقاطعة رييتي التي ضمت إلى لاتسيو.

## الجغرافيا

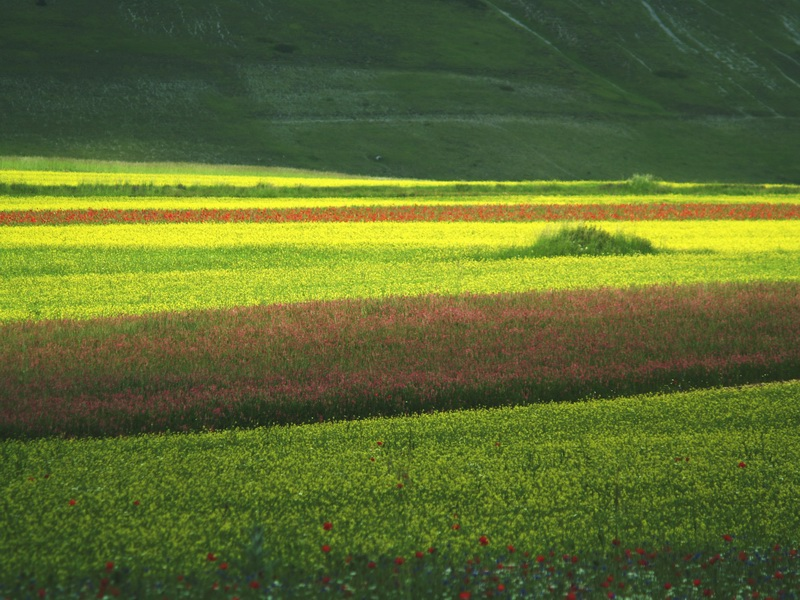
المشهد قرب نوتشيا

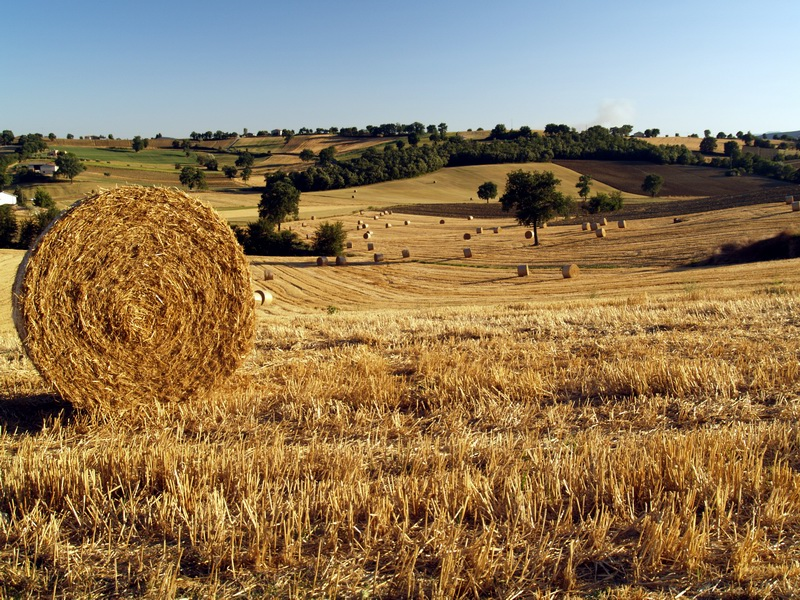
المشهد الطبيعي لأُُمبرية

يحد أُُمبرية توسكانا إلى الغرب وماركي إلى الشرق وإلى الجنوب لاتسيو. يهيمن على جغرافية المنطقة التلال الجبلية من الأبينيني، حيث أعلى نقطة في المنطقة هي مونتي فيتوري على الحدود مع ماركي عند 2,476 م بينما أدنى نقطة تقع في حوض وادي نهر التيبر في أتيليانو عند 96 م. أُُمبرية هو الإقليم الوحيد في إيطاليا الذي لا يمتلك سواحلًا أو حدود مشتركة مع بلدان أخرى.
يشكل التيبر الحدود التقريبية مع لاتسيو على الرغم من أنه ينبع عبر الحدود التوسكانية. تتدفق روافد التيبر الثلاثة الرئيسية جنوبًا عبر أُُمبرية. حوض كياستشو غير مأهول نسبيًا وصولًا إلى باستيا أومبرا. بعد حوالي 10 كم ينضم إلى نهر التيبر في تورجيانو. يشق توبينو الأبينيني حيث يحاذيه فيا فلامينيا والطرق التي تبعته عبر التاريخ ويقوم بانعطاف حاد في فولينيو ليتدفق إلى الشمال الغربي لبضعة كيلومترات قبل أن ينضم إلى كياستشو عند بيتونا. النهر الثالث هو نيرا والذي يصب في نهر التيبر نحو الجنوب عند تيرني ويسمى واديه فالنيرينا. يقطع نيرا العلوي الوديان في الجبال، أما السفلي في حوض كياستشو - توبينو يقع في حوض فيضانات كبيرة نوعًا ما.
في العصور القديمة كان السهل عبارة عن زوج من البحيرات الضحلة المتشابكة هما لاكوس كليتوريوس ولاكوس أومبر. قام الرومان بتجفيفهما عبر مئات السنين، لكن وقوع زلزال في القرن الرابع والانهيار السياسي للإمبراطورية الرومانية أسفر عن طوفان الحوض من جديد. تم تجفيفه مرة أخرى خلال خمس مائة سنة حيث بدأ الرهبان البينديكتيون هذه العملية في القرن الثالث عشر واكتملت من قبل مهندس من فولينيو في القرن الثامن عشر.
في الأدب قد تدعى أُُمبرية أحيانًا إل كور فيردي ديتاليا أو قلب إيطاليا الأخضر. اقتبست الجملة من قصيدة جوزويه كاردوتشي والتي لم يكن موضوعها أُُمبرية ذاتها بل مكان محدد فيها هو منبع نهر كليتونو.

## الاقتصاد
ظهرت البنية الاقتصادية الراهنة عبر سلسلة من التحولات التي وقعت أساسًا في سبعينيات وثمانينيات القرن الماضي. خلال هذه الفترة كان هناك توسع سريع بين الشركات الصغيرة والمتوسطة الحجم وتقلص تدريجي لدور الشركات الكبيرة التي وسمت حتى حينها قاعدة المنطقة الصناعية. لا تزال عملية التكيف الهيكلي هذه مستمرة.
تعرف الزراعة الأومبرية بمحصولها من التبغ وزيت الزيتون والكروم والتي تنتج النبيذ الممتاز. تشمل الأصناف الإقليمية الأورفيتو الأبيض والذي يجذب السياح الزراعيين إلى الكروم في المنطقة المحيطة بالبلدة القروسطية التي تحمل نفس الاسم. من بين أنواع النبيذ الأخرى المعروفة والمنتجة في أُُمبرية تورجيانو وروسو دي مونتي فالكو. من المنتجات النمطية في أُُمبرية الكمأة السوداء الموجودة في فالنيرينا وهي المنطقة التي تنتج 45% من هذا المنتج في إيطاليا.
تنتج الصناعات الغذائية في أُُمبرية لحم الخنزير والحلويات والمعجنات والمنتجات التقليدية من فالنيرينا في شكل محفوظ (الكمأ والعدس والجبن). غيرها من الصناعات الرئيسية هي المنسوجات والملابس والملابس الرياضية والحديد والصلب والكيماويات والسيراميك المزخرف.

## الديموغرافيا
اعتبارًا من عام 2008، تشير تقديرات المعهد الوطني الإيطالي للإحصاءات إلى أن 75,631 من سكان أُُمبرية من المهاجرين المولودين خارج البلاد أي ما يعادل 8.5% من مجموع السكان في المنطقة.

## الحكومة والسياسة

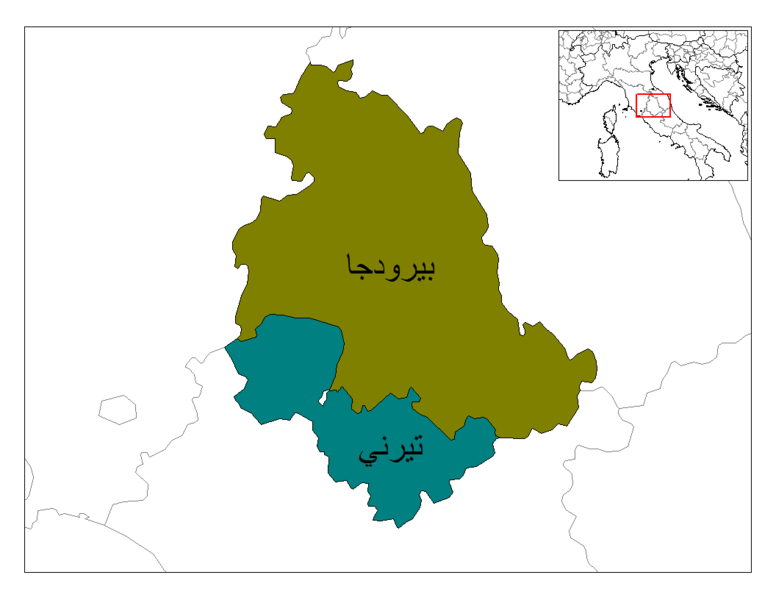
أُُمبرية ومقاطعتاه

تعد أُُمبرية معقلًا ليسار الوسط والحزب الديمقراطي مشكلة مع توسكانا وإميليا رومانيا وماركي «الرباعي السياسي الأحمر» الإيطالي الشهير. في انتخابات أبريل 2008 منح إقليم أُُمبرية أكثر من 47% من أصواته إلى والتر فيلتروني.

### التقسيمات الإدارية
يقسم إقليم أُُمبرية إلى مقاطعتين:
| المقاطعة       | المساحة (كم²) | تعداد السكان | الكثافة(/كم²) |
| -------------- | ------------- | ------------ | ------------- |
| مقاطعة بيرودجا | 6,334         | 660,040      | 104.2         |
| مقاطعة تيرني   | 2,122         | 232,311      | 109.5         |

## صور

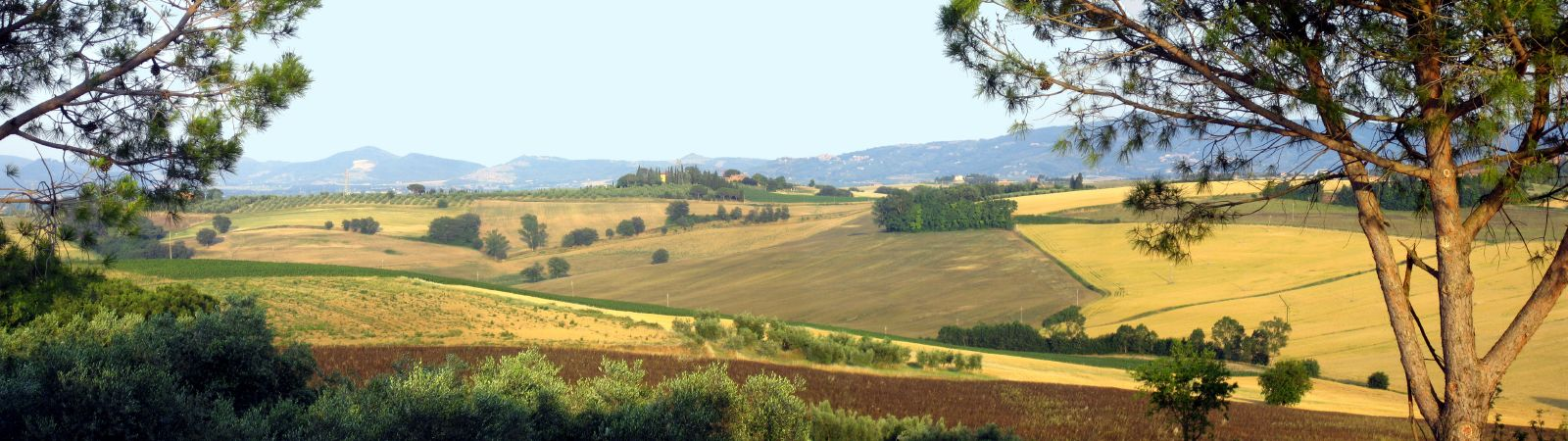
بانوراما
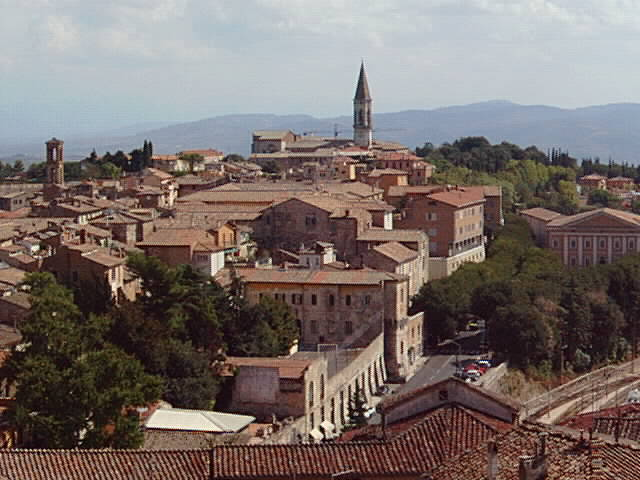
بيرودجا
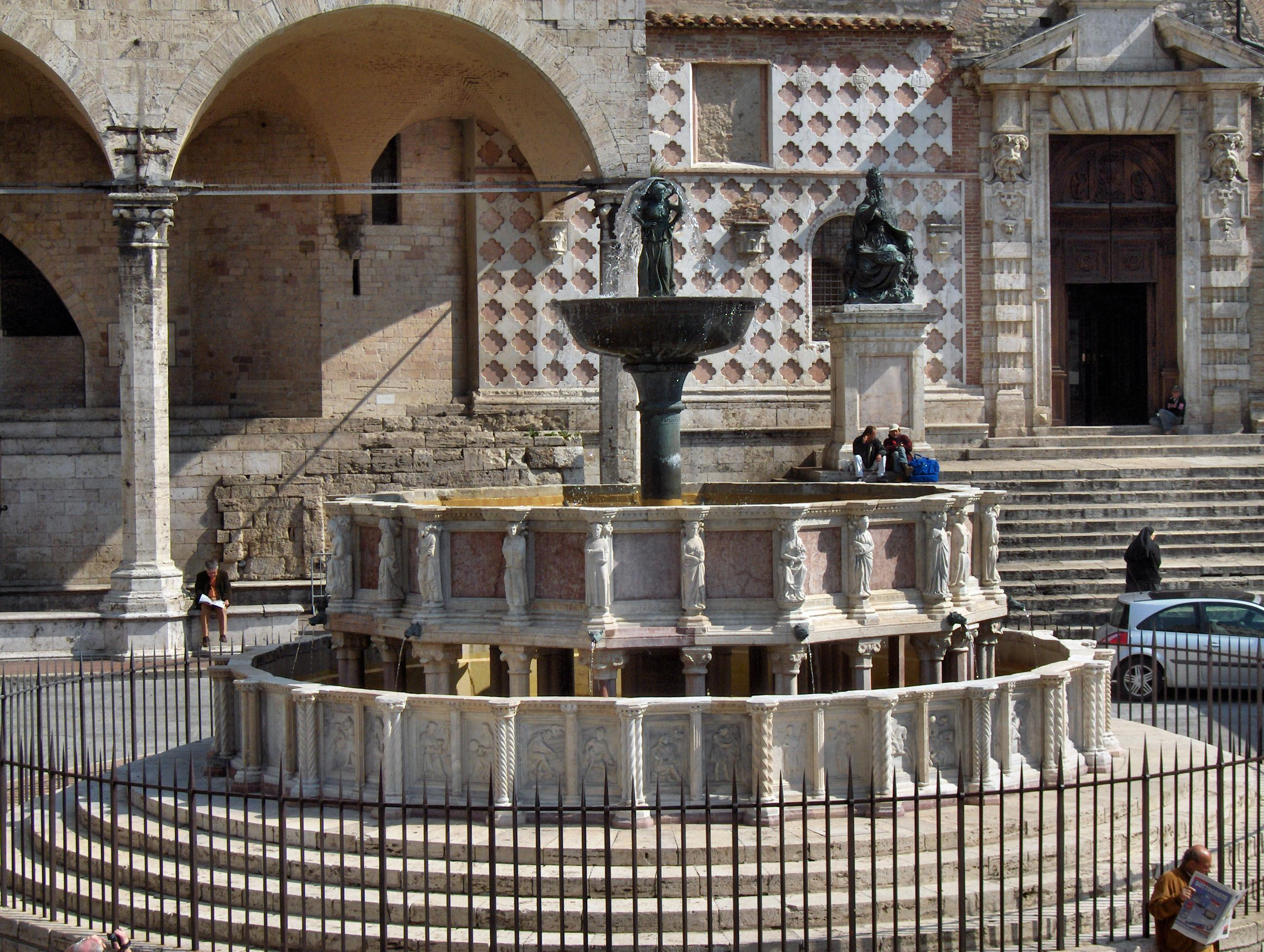
بيرودجا
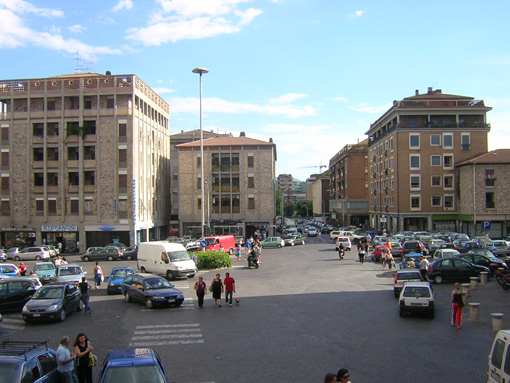
تيرني
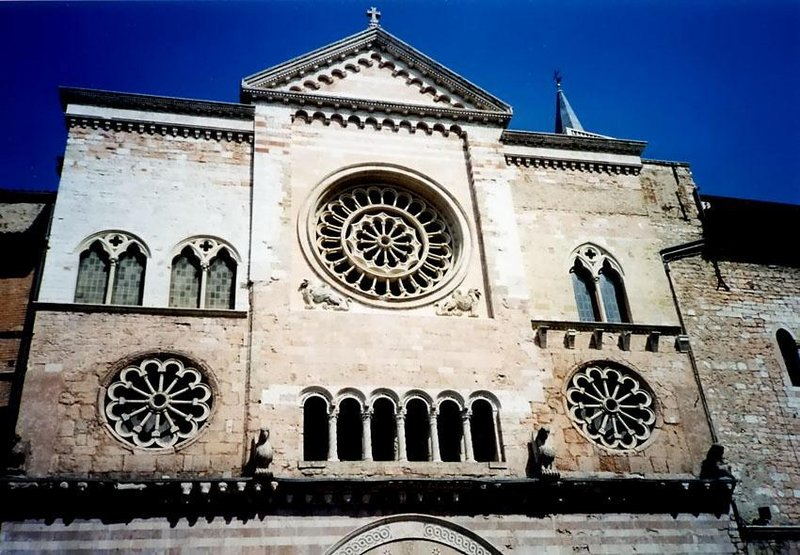
فولينيو
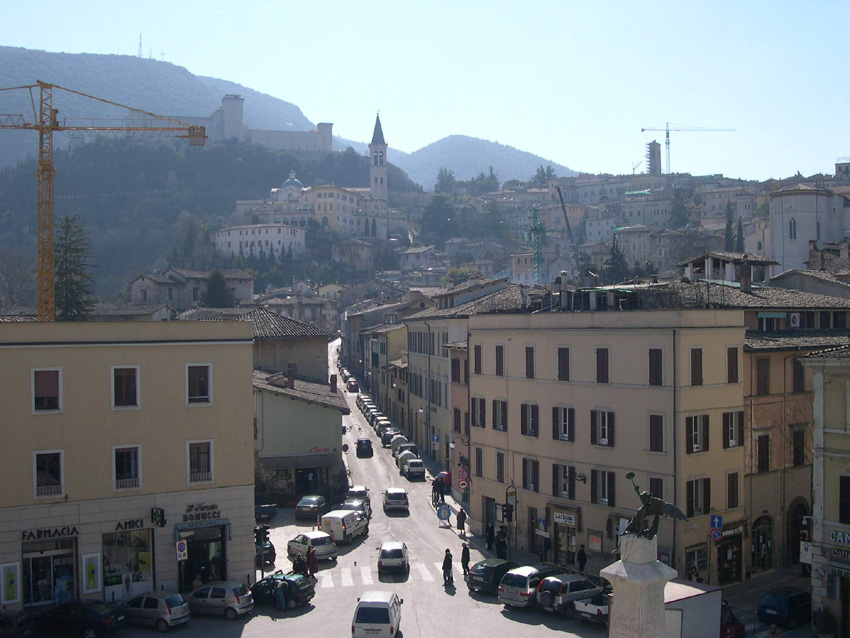
سبوليتو
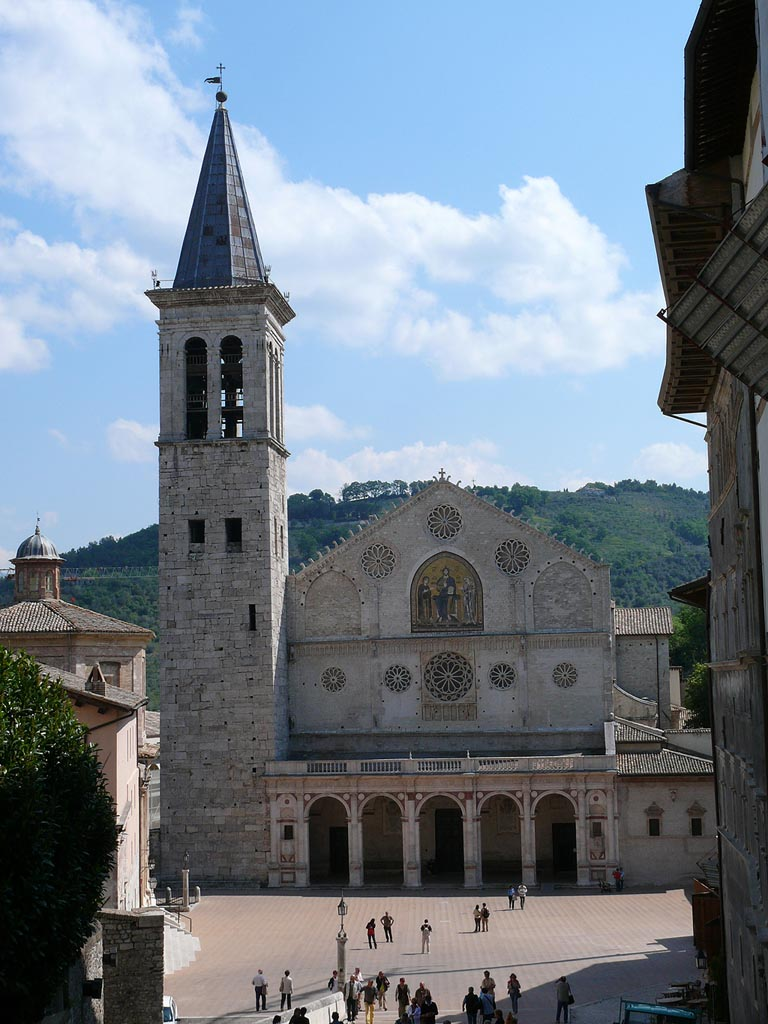
سبوليتو
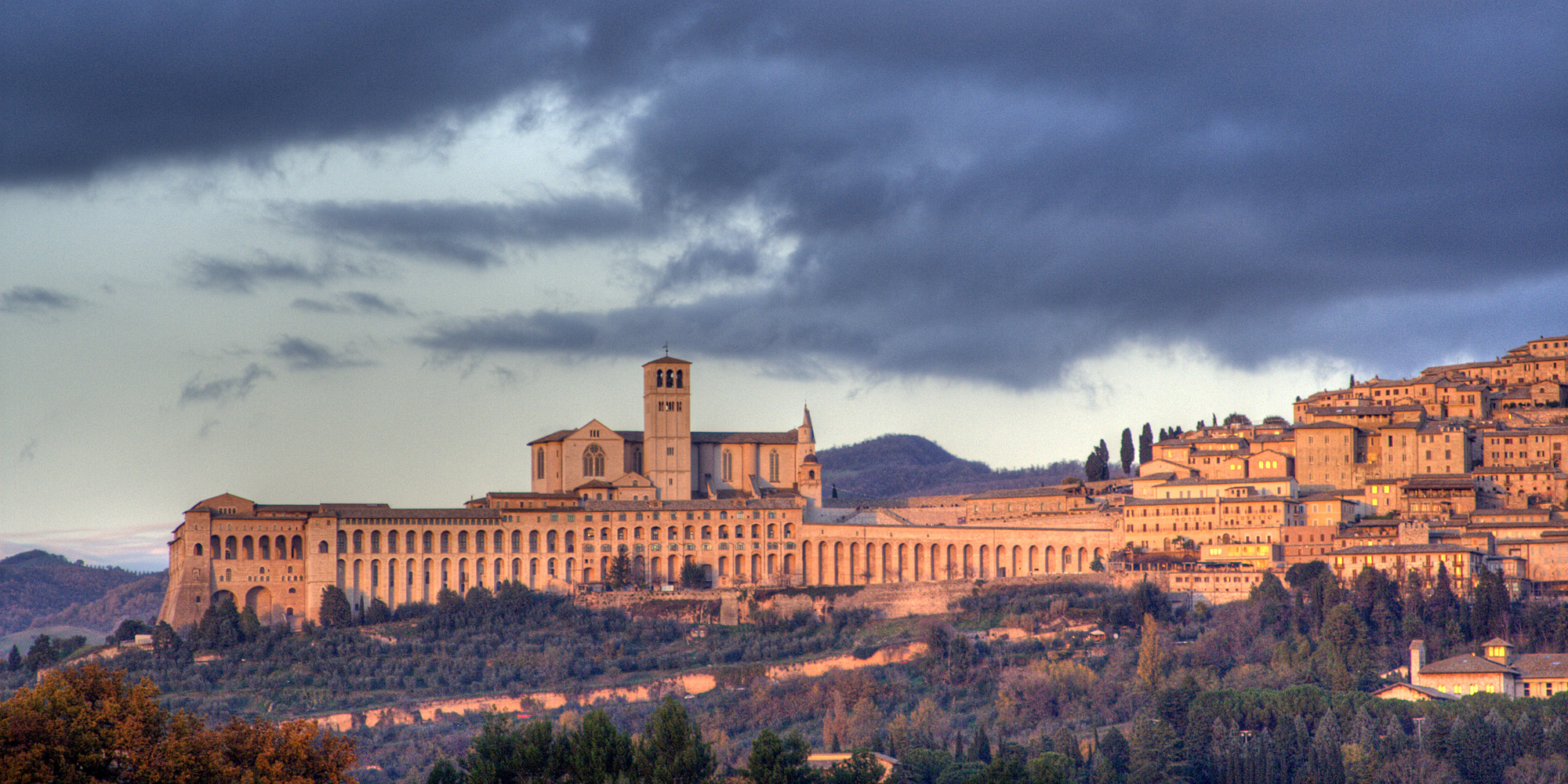
أسيزي
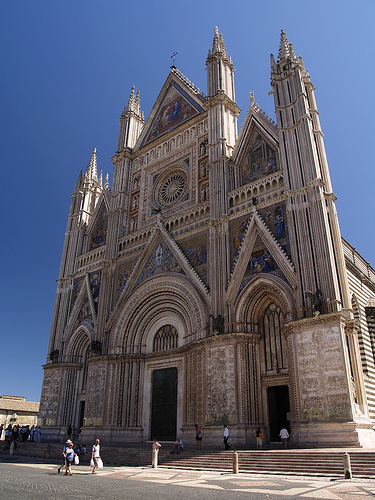
كاتدرائية أورفيتو
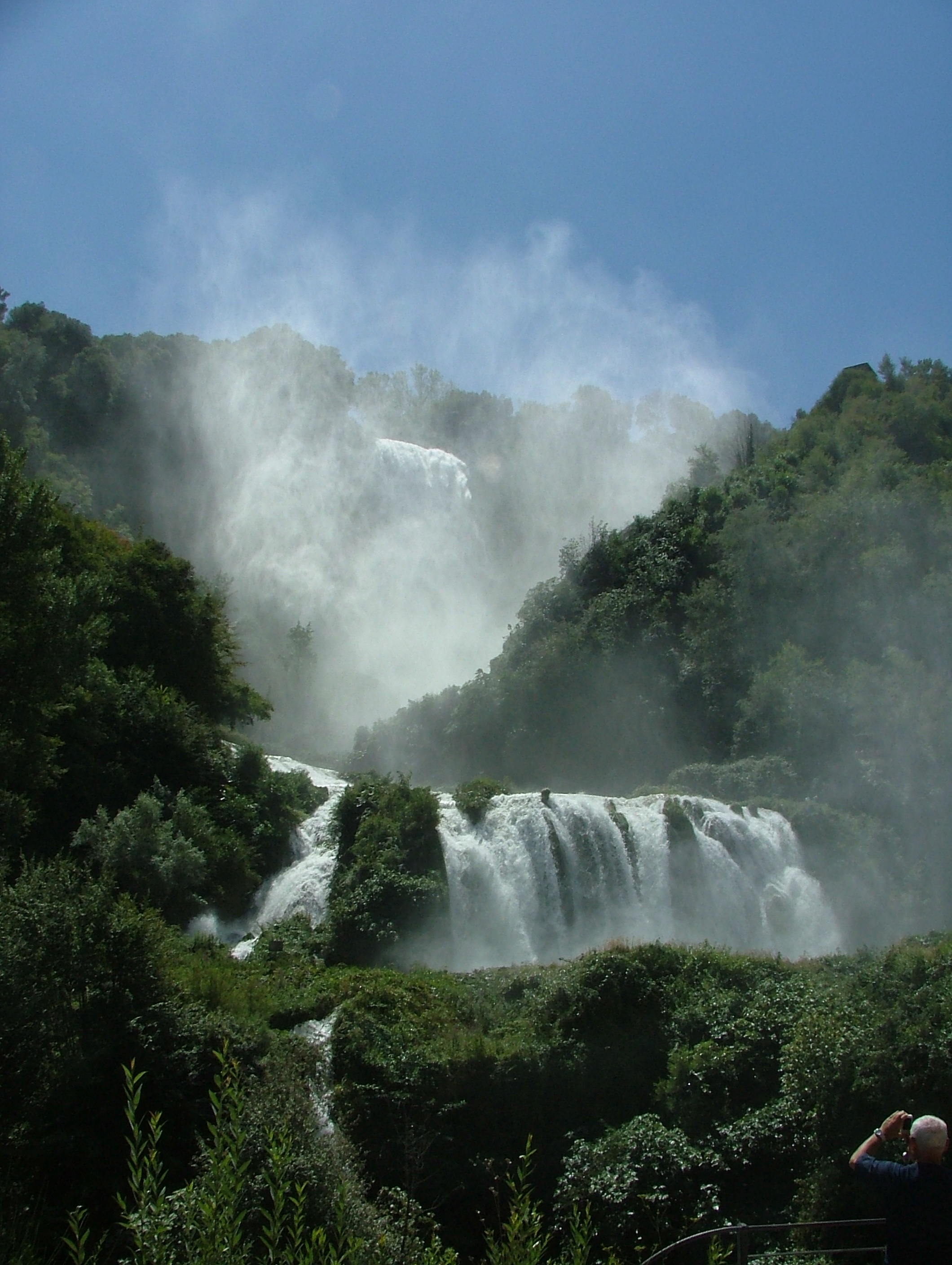
شلالات مارموري
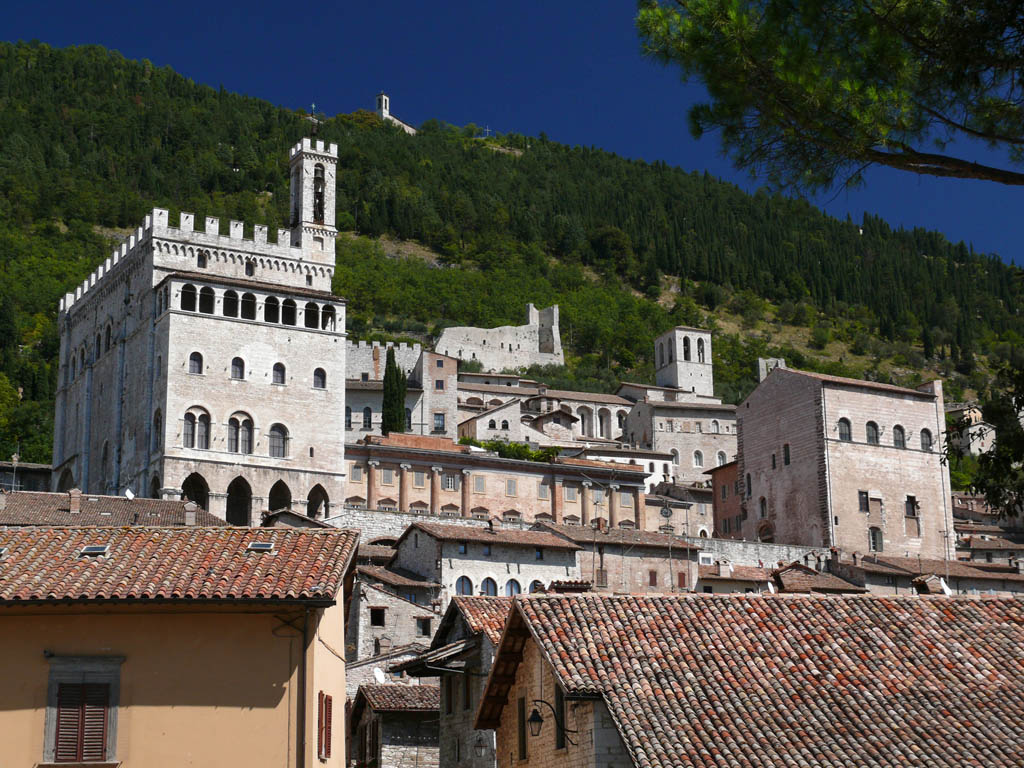
غوبيو
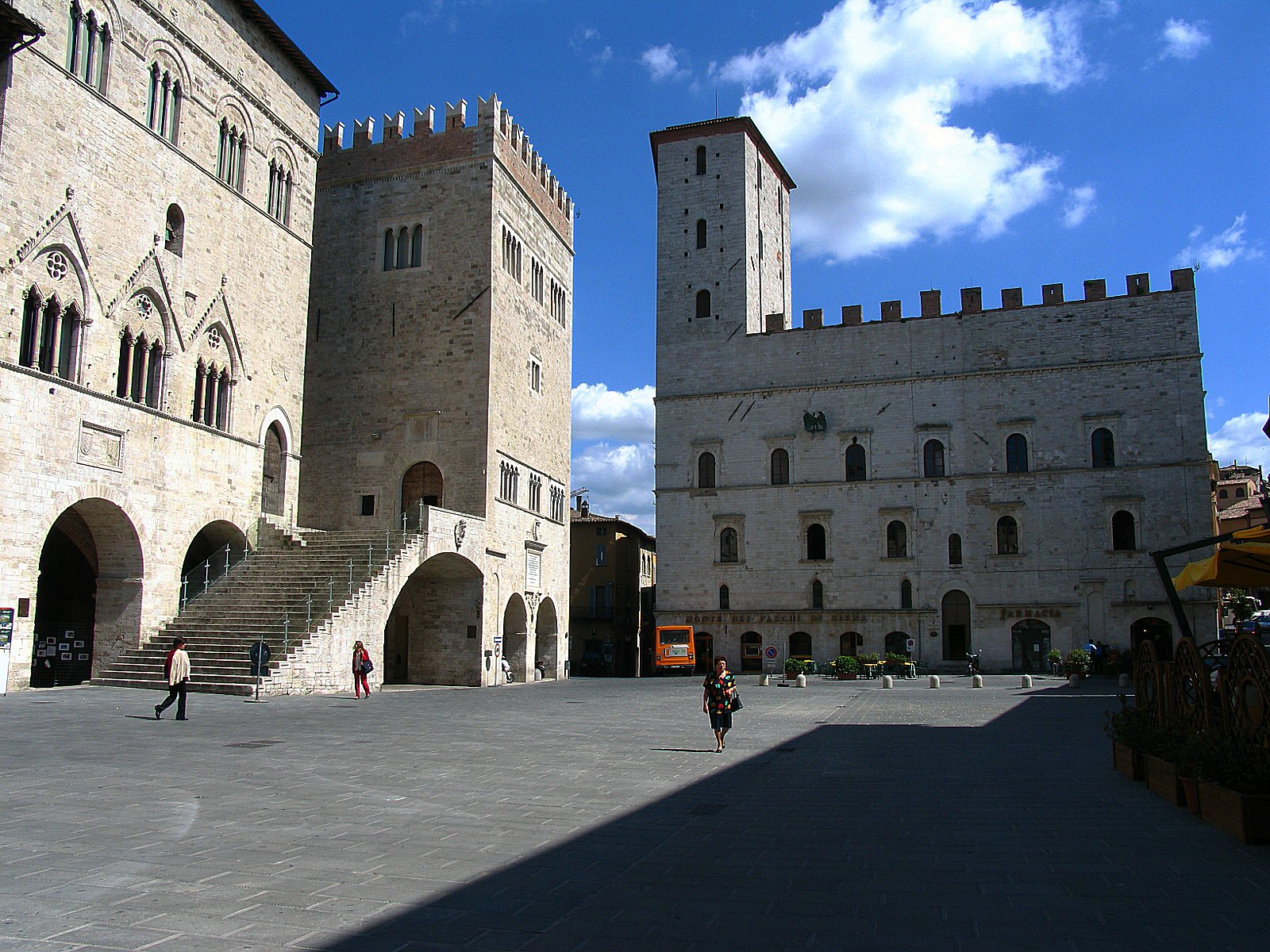
تودي
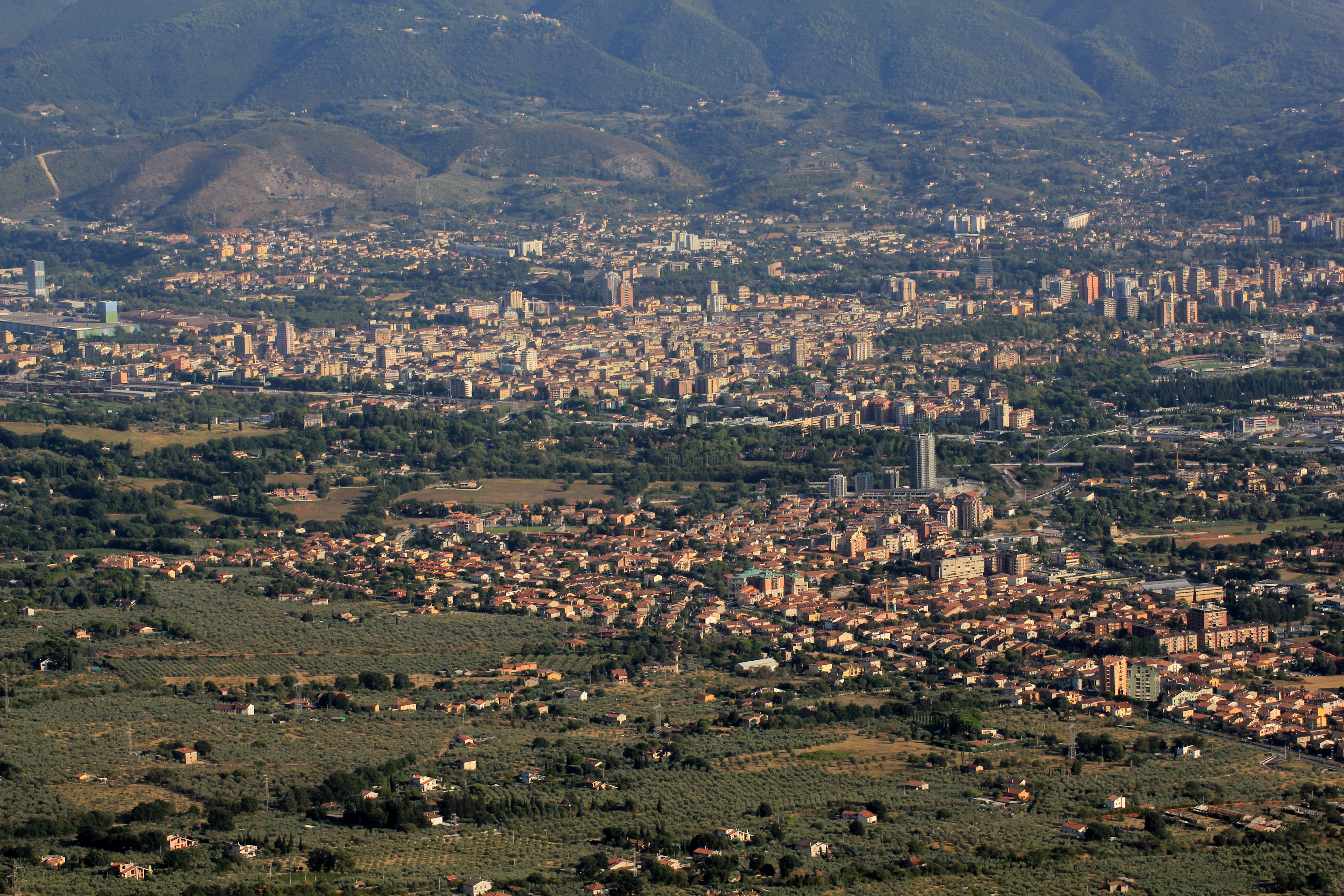
تيرني
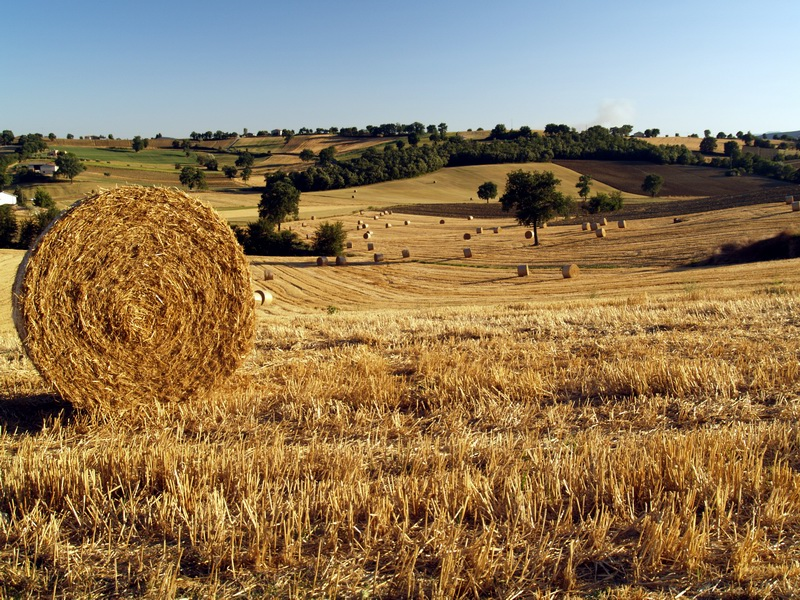
كامبي دي غرانو
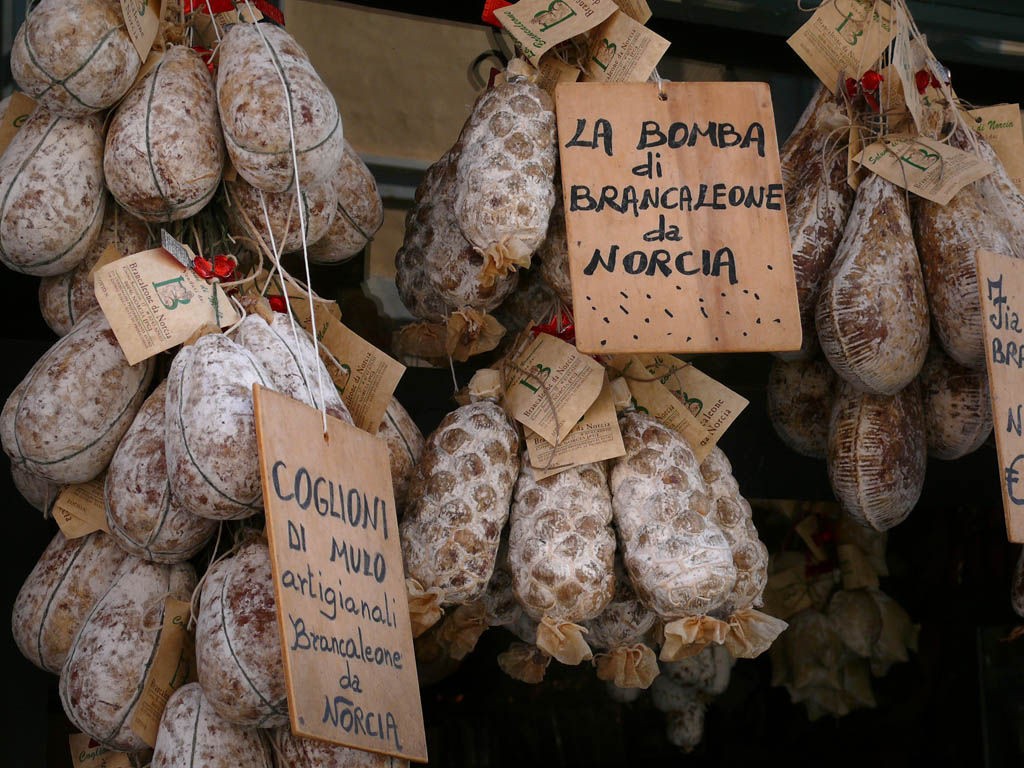
سلامي نورتشا

## وصلات خارجية
- الموقع الرسمي